# باشگاه فوتبال استقلال تهران در فصل ۱۳۷۳
باشگاه فوتبال استقلال تهران در فصل ۱۳۷۳ چهل و نهمین فصل حضور استقلال در فوتبال ایران بود. استقلال در این فصل ابتدا در مسابقات سوپر جام تهران ۱۳۷۳ شرکت کرد و با قهرمانی در این مسابقات جواز حضور در جام آزادگان ۱۳۷۳ را به دست آورد و در نهایت در این مسابقات به مقام دومی رسید. استقلال در این فصل در مسابقات جام حذفی ۱۳۷۳ نیز شرکت کرد اما در مرحله سوم حذف شد تا این فصل با یک مقام قهرمانی در تهران و یک نائب قهرمانی در ایران برای استقلال به پایان برسد.
نیمکت استقلال در این فصل تغییرات زیادی را به خود دید و در حالی که استقلال با نعلچگر فصل را آغاز کرده بود در ادامه کار لئونید بیلفسکی از روسیه بر روی نیمکت این تیم نشست اما وی با استقلال نتایج خوبی کسب نکرد و در نیم فصل جای خود را به نصرالله عبداللهی داد و وی تا پایان فصل استقلال را رهبری کرد.

## پیش زمینه
استقلال فصل قبل را در شرایطی عجیب در لیگ دسته سوم به سر برد و ر نهایت با قهرمانی در این لیگ پای به سال ۱۳۷۳ و بازی‌های سوپرجام تهران گذاشت تا در صورت قهرمانی در این بازی‌ها به دسته اول جام آزادگان بازگردد. یوگنی سکوموروخوف مربی استقلال در فصل پیش به روسیه بازگشت تا رضا نعلچگر، دستیار سکوموروخوف، به عنوان سرمربی این فصل انتخاب شود.

## بازیکنان
تعدادی از بازیکنان اصلی استقلال همچون احمدرضا عابدزاده و صمد مرفاوی در ابتدای این فصل از استقلال جدا شدند و بازیکنانی همچون بهزاد غلام‌پور، ادموند اختر و علی اکبریان جایگزین‌شان شدند.
حمید بابازاده، بهزاد غلامپور، حسین ترابپور، جواد زرینچه، قاسم سیانکی، جعفر مختاری‌فر، شاهین بیانی، ایمان عالمی، عباس سرخاب، محمود فکری، محمدرضا مهرانپور، علی حاج‌اکبری، قاسم کشاورز، کورش تشت‌زر، جمشید امیرخانلو، ژورس غازاریان، صادق ورمزیار، امیر قلعه‌نویی، امیر غفوریهای اصل، ادموند اختر، علی اکبریان.

## مرور فصل

### سوپر جام تهران
استقلال در اردیبهشت بازی‌های سوپر جام تهران را آغاز کرد و در شش بازی که در فاصله ۸ اردیبهشت تا ۸ خرداد برگزار شد توانست ۴ پیروزی و ۲ تساوی کسب کند تا با کسب مجدد سهمیه تهران به لیگ آزادگان پای نهد.

### جام آزادگان
لیگ جام آزادگان در سال ۱۳۷۳ از خرداد ماه آغاز شد و استقلال در هفته‌های نخست نتایج ضعیفی کسب کرد و حتی تعویض مربی و جایگزینی نعلچگر با بیلفسکی نیز نتوانست روند تیم را بهتر کند. با تعطیلی نیم‌فصل استقلال یک بار دیگر دست به تغییر مربی زد و نصرالله عبداللهی جایگزین لئونید بیلفسکی کرد و این تغییر در نتیجه‌گیری تیم مؤثر بود. استقلال در نیم‌فصل دوم نتایج بهتری گرفت و توانست تا رده دوم جدول بالا رود و در نهایت در دیدار نیمه‌نهایی به دیدار تیم اول گروه دو، یعنی تیم پیروزی، برود. دیدار نیمه‌نهایی با این‌که بین دو تیم همشهری بود اما به صورت رفت و برگشتی برگزار شد و دو تیم که حدود دو سال با یکدیگر رودررو نشده بودند در یک دیدار جنجالی یکی از خشن‌ترین و حاشیه‌دارترین شهرآوردها را برگزار کردند و در حالی که بازی تا دقایق پایانی با نتیجه ۲–۲ در جریان بود با درگیری بازیکنان دو تیم و در پی آن هجوم تماشاگران پیروزی به زمین نیمه‌کاره ماند. در ادامه فدراسیون فوتبال نتیجه این بازی را ۳–۰ به سود استقلال اعلام کرد. طبق حکم فدراسیون بازی برگشت نیز در زمینی بی طرف و در شهر بندرعباس برگزار شد و این بازی با نتیجه تساوی بدون گل به پایان رسید و تیم استقلال حریف تیم سایپا در بازی فینال شد. استقلال با ترکیبی از بازیکنان ذخیره و اصلی به مصاف تیم سایپا رفت و در حالی که بازی در وقت‌های عادی ۰–۰ به پایان رسیده بود در آخرین دقایق وقت‌های اضافی، فرشاد فلاحت‌زاده بازیکن پیشین استقلال دروازه این تیم را باز کرد و استقلال به مقام دومی لیگ رضایت داد.

#### بازی جنجالی مقابل تیم پرسپولیس
نوشتار اصلی:  شهرآورد سی و نهم تهران

استقلال در گروه خود در مکان دوم قرار گرفت و تیم پیروزی نیز تیم اول گروهش شد و بنابراین بازی نیمه‌نهایی لیگ آزادگان بین این دو تیم برگزار شد. این دو تیم در تاریخ ۳۰ دی ۱۳۷۳ به مصاف هم رفتند. نحوه رفتار بازیکنان دو تیم با یکدیگر و خطاهای خشنی که در بازی شاهد بودیم نشان از تنش زا بودن بازی میداد. در نیمه اول فرشاد پیوس گلی به ثمر رساند که داور آن را قبول نکرد و این تصمیم داور بر تنشهای بازی افزود ولی به هر حال نیمه اول بدون گل به پایان رسید. پیروزی نیمه دوم را بسیار خوب شروع کرد و قبل از اینکه به دقیقه ۶۰ برسیم سه اتفاق مهم در بازی رخ داد. پیوس در دقیقه ۵۱ و داداش‌زاده در دقیقه ۵۶ برای تیم قرمزپوش زمین گلزنی کردند و رضا شاهردوی در دقیقه ۶۰ از زمین بازی اخراج شد. پس از این دقیقه استقلال بر زمین و توپ مسلط شد تا اینکه در دقیقه ۷۹ صادق ورمزیار یکی از دو گل خورده استقلال را جبران کرد. سه دقیقه به پایان بازی مانده بود که ادموند اختر گل دوم را نیز برای استقلال به ثمر رساند و بازی را به تساوی کشاند. ما بین دو گل آبی‌پوشان علی اکبریان نیز موفق به زدن گلی شد که احمد ابهران آن گل را مردود اعلام کرد. در دقیقه ۸۹ درگیری بین مجتبی محرمی و امیر قلعه‌نویی رخ داد که باعث به خوردن نظم بازی شد و در پی این درگیری بازیکنان دیگری از دو تیم نیز با هم درگیر شدند و تماشاگران منتسب به تیم پیروزی به داخل زمین ریختند و باعث شدند که بازی نیمه تمام بماند و کمیته انضباطی فدراسیون فوتبال در مورد این بازی تصمیم بگیرد. فدراسیون فوتبال پس از بررسی‌های انجام شده نتیجه بازی را سه بر صفر به نفع استقلال اعلام کرد و بازیکنان زیر را نیز با توجه به اتفاقات رخ داده از سه سال تا شش ماه محروم کرد: مجتبی محرمی (۳ سال)، احمدرضا عابدزاده (۲ سال)، رضا شاهرودی (۱ سال)، ‌فرشاد پیوس، بهزاد داداش‌زاده،‌ مسعود غفوری اصل،‌ امیر قلعه‌نویی، صادق ورمزیار و محمود فکری (هر کدام به مدت ۶ ماه). همچنین امیر عابدینی (مدیر عامل) و محمد پنچعلی (سرپرست) و پزشک تیم پیروزی نیز به مدت یک سال از حضور در میادین فوتبال محروم شدند. بخش مهم رای فدراسیون فوتبال هم این بود که باید بازی برگشت در زمینی بی طرف و در خارج از شهر تهران برگزار شود.

### جام حذفی تهران
در فصل ۱۳۷۳ فوتبال ایران بر اساس تصمیم فدراسیون فوتبال قرار بر این شد که تیم‌ها نخست در جام حذفی استان‌ها شرکت کنند و قهرمان هر استان در جام حذفی ایران شرکت کند. بدین ترتیب استقلال از تابستان در مسابقات جام حذفی تهران ۱۳۷۳ شرکت کرد و با وجود پیروزی در دو مرحله نخست در مرحله سوم برابر بهمن، قهرمان نهایی آن جام مغلوب شد تا خیلی زود از دور رقابت‌ها کنار رود. بهمن در ادامه راه موفق به کسب قهرمانی در جام حذفی ایران ۱۳۷۳ نیز شد.

### جام وحدت امارات
تیم استقلال در آبان ۱۳۷۳ در جام وحدت امارات شرکت کرد و با دو شکست و یک تساوی به مقام چهارمی دست یافت. تنها امتیاز استقلال در این بازی‌ها با تساوی برابر تیم امید ایران کسب شد.

## بازی‌ها

### سوپر جام باشگاههای تهران
| ۸ اردیبهشت ۱۳۷۳ ۱ | استقلال تهران | ۰–۰ | بانک تجارت تهران | تهران                           |
|                   | نوری قلعه‌نویی |     |                  | ورزشگاه: آزادی داور: حسین عسگری |

| ۱۸ اردیبهشت ۱۳۷۳ ۲ | استقلال تهران       | ۳–۲ | پورا تهران                                      | تهران                             |
|                    | عالمی ۱۸'، ۷۳'، ۸۷' |     | فلامرزی ۶۵' · فنونی‌زاده ۸۹' '؟ · علیرضا حسنی '؟ | ورزشگاه: آزادی داور: حسین خوشخوان |

| ۲۳ اردیبهشت ۱۳۷۳ ۳ | استقلال تهران                | ۱–۱ | پاس تهران     | تهران                             |
|                    | سرخاب ۶۶' · سرخاب · حاج‌اکبری |     | مدیرروستا ۴۱' | ورزشگاه: آزادی داور: مصطفی شهبازی |

| ۳۰ اردیبهشت ۱۳۷۳ ۴ | استقلال تهران                          | ۳–۲ | پارس خودرو تهران          | تهران                           |
|                    | عالمی ۲۲' · حسن‌زاده ۷۵' · حاج‌اکبری ۷۸' |     | سراج ۸۹' · امین‌شیرازی ۹۰' | ورزشگاه: آزادی داور: محمد ریاحی |

### جایگاه در جدول
| رتبه | باشگاه     | بازی | برد | مساوی | باخت | گل‌زده | گل‌خورده | امتیاز |
| ---- | ---------- | ---- | --- | ----- | ---- | ----- | ------- | ------ |
| ۱    | استقلال    | ۶    | ۴   | ۲     | ۰    | ۹     | ۵       | ۱۰     |
| ۲    | کشاورز     | ۶    | ۴   | ۱     | ۱    | ۱۴    | ۶       | ۹      |
| ۳    | بانک تجارت | ۶    | ۲   | ۳     | ۱    | ۱۲    | ۱۱      | ۷      |

منبع

### مرحله گروهی
| ۳ تیر ۱۳۷۳ ۳ | استقلال تهران | ۱–۰ | ماشین سازی تبریز | تهران                             |
|              | حاج‌اکبری ۶۴'  |     |                  | ورزشگاه: آزادی داور: عبود سنگاشکن |

| ۱۰ تیر ۱۳۷۳ ۴ | صنعت نفت آبادان                                                         | ۴–۳ | استقلال تهران                            | اهواز                              |
|               | حکیم عوده‌پور ۲۳' · حسین ربیحاوی ۵۸' · اسماعیل دمی ۷۲' · وحید سلامات ۸۶' |     | اکبریان ۲۸'، ۵۳'، ۸۴' · تشت‌زر · پاشازاده | ورزشگاه: تختی داور: یدالله سلیمانی |

| ۱۷ تیر ۱۳۷۳ ۵ | استقلال تهران                                                        | ۳–۲ | سپاهان اصفهان         | تهران                            |
|               | ندافی ۴۵' · زرینچه ۴۸' · اکبریان ۶۳' · مهرانپور · پاشازاده · ورمزیار |     | موسوی ۲۹' · قنبری ۵۲' | ورزشگاه: آزادی داور: احمد ابهران |

| ۲۳ تیر ۱۳۷۳ ۶ | استقلال تهران                               | ۲–۱ | پیام گچ خراسان                                                     | تهران                                               |
|               | اکبریان ۱۷'، ۹۲' · نوری  · ندافی  · کاردار  |     | صاحبی ۳۹' (پنالتی) · غلامحسین نخودیان  · محمد چاه‌چولی  · علی گلی   | ورزشگاه: آزادی تماشاگران: ۸۰۰۰ داور: منوچهر ایلدروم |

| ۳۱ تیر ۱۳۷۳ ۷ | استقلال تهران                              | ۲–۰ | نفت قائم‌شهر                           | تهران                                            |
|               | غفوریهای اصل '۸ · اختر ۱۸'، ۸۳' · فکری '۸۷ |     | هوشنگ تورانی '۱۵ رامین میرزاییان '۴۲  | ورزشگاه: آزادی تماشاگران: ۲۵۰۰۰ داور: حسین عسگری |

| ۹ مرداد ۱۳۷۳ ۸ | استقلال تهران | ۰–۲ | بانک تجارت تهران                                         | تهران                                              |
|                |               |     | اصغر اکبری ۴۰' · طاهری ۹۰' · مصطفی عمادی  · خسرو پارسا   | ورزشگاه: آزادی تماشاگران: ۱۵۰۰۰ داور: حسین خوشخوان |

| ۱۴ مرداد ۱۳۷۳ ۹ | استقلال تهران | ۰–۱ | چوکای انزلی     | تهران                                            |
|                 | نوری قلعه‌نویی |     | محمد طالبی ۸۵'  | ورزشگاه: آزادی تماشاگران: ۲۵۰۰۰ داور: مهدی اخوان |

| ۲۱ مرداد ۱۳۷۳ ۱۰ | استقلال تهران                        | ۰–۱   | سایپا تهران                      | تهران                                            |
|                  | زرینچه '۸۵ · سرخاب · سیانکی · سلطانی | گزارش | علی‌دوستی ۹۰' · داوود محبوبی '۴۷  | ورزشگاه: آزادی تماشاگران: ۳۰۰۰۰ داور: حسین عسگری |

| ۲۸ مهر ۱۳۷۳ ۱۱ | استقلال تهران                              | ۲–۱ | شهرداری تبریز                 | تهران                                            |
|                | نوری ۲۳' · نوری '؟ '۶۰ · اختر ۷۹' · کشاورز |     | دین‌محمدی ۶۱' · رضا ولی‌پور '۶۲ | ورزشگاه: آزادی تماشاگران: ۱۰۰۰۰ داور: مهدی اخوان |
| یادداشت:       |                                            |     |                               |                                                  |

| ۱۷ آبان ۱۳۷۳ ۱۲ | استقلال تهران                      | ۲–۱ | پارس خودرو تهران | تهران                             |
|                 | ورمزیار ۴۴' (پنالتی) · اکبریان ۵۶' |     | سراج ۶۵'         | ورزشگاه: آزادی داور: حسین خوشخوان |

| ۲۰ آبان ۱۳۷۳ ۱۳ | استقلال تهران                                     | ۱–۱ | صنعت نفت آبادان                   | تهران                            |
|                 | اختر ۸۶' · حسن‌زاده · غفریهای اصل · سلطانی · عالمی |     | امید حمدی‌اصل ۷۳' · فریدون جمی '۵۰ | ورزشگاه: آزادی داور: احمد ابهران |

| ۲۷ آبان ۱۳۷۳ ۱۴ | سپاهان اصفهان                                                                                | ۳–۱ | استقلال تهران                                   | اصفهان                                          |
|                 | امین موسوی ۴۱'، ۵۹'، ۱+۹۰' · حمید دریس محمودی  · حسین کوه‌گیر  · ویسی  · رسول یوسفی  · بصیرت  |     | تقوی ۸۴' · غازاریان · حاج‌اکبری · ورمزیار · اختر | ورزشگاه: تختی تماشاگران: ۳۰۰۰۰ داور: حسین عسگری |

| ۴ آذر ۱۳۷۳ ۱۵ | پیام گچ خراسان                                   | ۱–۲ | استقلال تهران                                              | مشهد                                           |
|               | صاحبی ۱' · مجید حسینی‌پور  · اکبر ایزدی  · مومنی  |     | اختر ۵۳' (پنالتی)، ۷۸' · نوری · پاشازاده · مهرانپور · تقوی | ورزشگاه: تختی تماشاگران: ۸۰۰۰ داور: مهدی اخوان |

| ۱۱ آذر ۱۳۷۳ ۱۶ | نفت قائم‌شهر                        | ۰–۱   | استقلال تهران                 | قائم‌شهر                                             |
|                | رحمت‌اله محمودپور  تقی سلیمان تبار  | گزارش | اختر ۲۳' · حاج‌اکبری · ورمزیار | ورزشگاه: شهید‌وطنی تماشاگران: ۲۵۰۰۰ داور: مهدی اخوان |

| ۱۷ آذر ۱۳۷۳ ۱۷ | استقلال تهران                            | ۲–۰ | بانک تجارت تهران    | تهران                                             |
|                | پاشازاده ۳۲' · اختر ۸۵' · غلامپور · نوری |     | پورمند  اصغر اکبری  | ورزشگاه: آزادی تماشاگران: ۱۵۰۰۰ داور: احمد ابهران |

| ۲۱ آذر ۱۳۷۳ ۱۸ | جنوب اهواز | ۰–۰ | استقلال تهران | اهواز                                             |
|                |            |     | فکری          | ورزشگاه: تختی تماشاگران: ۲۰۰۰۰ داور: حسین خوشخوان |

| ۲۶ آذر ۱۳۷۳ ۱۹ | ماشین سازی تبریز | ۰–۰ | استقلال تهران | تبریز                                                   |
|                |                  |     |               | ورزشگاه: تختی تبریز تماشاگران: ۲۰۰۰۰ داور: حسین خوشخوان |

| ۲ دی ۱۳۷۳ ۲۰ | استقلال تهران                                          | ۱–۱ | چوکای انزلی                                           | انزلی                            |
| | اختر ۱۰' · سرخاب · اختر · غلامپور · ورمزیار · قلعه‌نویی |     | محمود فکری ۶۷' (پنالتی) · محمود فکری '۸۳ · حسن رهنما  | ورزشگاه: تختی داور: عبود سنگاشکن |
| یادداشت: غلامپور در دقیقه ۸۳ ضربه پنالتی فکری بازیکن تیم چوکا را مهار کرد. در این بازی دو بازیکن با نام محمود فکری در زمین حضور داشته است. |                                                        |     |                                                       |                                  |

| ۹ دی ۱۳۷۳ ۲۱ | استقلال تهران                  | ۱–۰ | سایپا تهران                                          | تهران                                             |
|              | سلطانی  '۴۳ · مهرانپور '۴۴ ۶۷' |     | حسن اسپیلی '۳۵ احمد جانعلی '۳۸ علیرضا سهندرازیان '۵۵ | ورزشگاه: آزادی تماشاگران: ۳۰۰۰۰ داور: احمد ابهران |

| ۲۳ دی ۱۳۷۳ ۲۲ | استقلال تهران               | ۱–۱ | جنوب اهواز                                  | تهران                                            |
|               | اختر ۲' (پنالتی) · حاج‌اکبری |     | رحیم حلفی ۸۷' · عزیز فرسیات  · محمد عارف‌نیا | ورزشگاه: آزادی تماشاگران: ۳۵۰۰۰ داور: مهدی اخوان |

### جایگاه در جدول (گروه اول)
| رتبه | تیم           | بازی | برد | مساوی | باخت | زده | خورده | تفاضل | امتیاز | توضیحات           |
| ---- | ------------- | ---- | --- | ----- | ---- | --- | ----- | ----- | ------ | ----------------- |
| ۱    | سایپا         | ۲۲   | ۱۱  | ۷     | ۴    | ۳۰  | ۱۶    | +۱۴   | ۲۹     | صعود به نیمه‌نهایی |
| ۲    | استقلال تهران | ۲۲   | ۱۰  | ۷     | ۵    | ۲۵  | ۲۰    | +۵    | ۲۷     | صعود به نیمه‌نهایی |
| ۳    | ماشین‌سازی     | ۲۲   | ۹   | ۷     | ۶    | ۲۷  | ۲۱    | +۶    | ۲۵     |                   |
| ۴    | شهرداری تبریز | ۲۲   | ۷   | ۱۰    | ۵    | ۲۶  | ۲۲    | +۴    | ۲۴     |                   |

### مرحله نهایی
| ۳۰ دی ۱۳۷۳ نیمه‌نهایی (دربی ۳۹) | استقلال تهران                                                     | ۲(۳)–(۰)۲ | پیروزی تهران                                                                   | تهران                                              |
| | غفوریهای اصل '۱۷ · ورمزیار ۷۹' (پنالتی) · اختر ۸۷' · قلعه‌نویی '۸۹ |           | رهبری‌فرد '۱۴ · شاهرودی '۲۹ '۶۰ · پیوس ۵۱' (پنالتی) · داداش‌زاده ۵۶' · محرمی '۸۹ | ورزشگاه: آزادی تماشاگران: ۱۰۰۰۰۰ داور: احمد ابهران |
| یادداشت: به دلیل درگیری بازیکنان دو تیم و هجوم تماشاگران منتسب به تیم پرسپولیس بازی نیمه تمام ماند و طبق حکم کمیته انضباطی بازی سه بر صفر به سود استقلال اعلام شد |                                                                   |           |                                                                                |                                                    |

| ۷ بهمن ۱۳۷۳ نیمه‌نهایی (دربی ۴۰) | استقلال تهران   | ۰–۰ | پیروزی تهران   | بندرعباس                                 |
|                                 | نوری  حاج‌اکبری  |     | دایی  پیروانی  | ورزشگاه: آزادی بندرعباس داور: مهدی اخوان |

| ۱۱ بهمن ۱۳۷۳ فینال | استقلال تهران            | ۰–۱ | سایپا تهران                                        | تهران                                            |
|                    | مهرانپور سلطانی حاج‌اکبری |     | فلاحت‌زاده ۱۱۱' · حسین عسگری  · جانعلی  · علیدوستی  | ورزشگاه: آزادی تماشاگران: ۳۵۰۰۰ داور: محمد فنایی |

### جام حذفی تهران
| ۱۸ شهریور ۱۳۷۳ ۱                        | استقلال تهران                                 | ۱–۱ (۵–۴ پنالتی)                                  | آرارات تهران       | تهران                                                |
|                                         | اکبریان ۷۳' · سیانکی · مهدی بهرامی · مهرانپور |                                                   | بزیک ۷۶' (پنالتی)  | ورزشگاه: آزادی تماشاگران: ۲۰۰۰۰ داور: یدالله سلیمانی |
|                                         | ضربات پنالتی                                  |                                                   |                    |                                                      |
| تشت‌زر · ندافی · فکری · اکبریان · سیانکی |                                               | بزیک · ادوین تاروردیان · ملکیان · بخشی · هاکوپیان |                    |                                                      |

| ۱ مهر ۱۳۷۳ ۲ | استقلال تهران                          | ۴–۰ | هما تهران     | تهران                                              |
|              | اکبریان ۳۵'، ۵۴' · فکری ۵۷' · اختر ۶۵' |     | احمد برغمدی   | ورزشگاه: آزادی تماشاگران: ۲۰۰۰۰ داور: حسین خوشخوان |

| ۴ مهر ۱۳۷۳ ۳ | استقلال تهران                                           | ۱–۳ | بهمن کرج                                                    | تهران                                            |
|              | اکبریان ۴۹' · غفوریهای اصل · مهدی بهرامی · پاشازاده '۶۵ |     | حیدری ۱۷'، ۳۷' · خاکپور ۶۶' · تارتار  · شریفی  · رضایی‌منش   | ورزشگاه: آزادی تماشاگران: ۱۵۰۰۰ داور: حسین عسگری |

### بازی دوستانه
| فروردین ۱۳۷۳ دوستانه ۱ | استقلال تهران              | ۳–۲ | فتح تهران                 | تهران                       |
|                        | امیرخانلو · سرخاب · سیانکی |     | ناصر حیدری · رامین استوان | ورزشگاه: زمین شماره ۶ آزادی |

| ۶ مرداد ۱۳۷۳ دوستانه ۲ | استقلال تهران                           | ۲–۱ | استوا بخارست              | تهران                                                |
|                        | کشاورز ۳۵' · اختر ۷۰' · نوری · پاشازاده |     | آدرین ایلی ۱' · پاندورو   | ورزشگاه: آزادی تماشاگران: ۲۰۰۰۰ داور: یدالله سلیمانی |

### جام وحدت امارات
| ۶ آبان ۱۳۷۳ ۱ | استقلال تهران | ۰–۱ | الاهلی امارات | امارات |

| ۸ آبان ۱۳۷۳ ۲ | استقلال تهران | ۰–۱ | النصر امارات | امارات |

| ۱۰ آبان ۱۳۷۳ ۳ | استقلال تهران | ۲–۲ | تیم ملی امید | امارات |
|                | اکبریان       |     |              |        |

#### جدول نهایی جام وحدت امارات
| رتبه | باشگاه             | بازی | برد | مساوی | باخت | گل‌زده | گل‌خورده | امتیاز |
| ---- | ------------------ | ---- | --- | ----- | ---- | ----- | ------- | ------ |
| ۱    | تیم ملی امید ایران | ۳    | ۱   | ۲     | ۰    | ۵     | ۳       | ۴      |
| ۲    | الاهلی امارات      | ۳    | ۱   | ۲     | ۰    | ۱     | ۰       | ۴      |
| ۳    | النصر امارات       | ۳    | ۱   | ۱     | ۱    | ۲     | ۳       | ۳      |
| ۴    | استقلال ایران      | ۳    | ۰   | ۱     | ۲    | ۲     | ۴       | ۱      |

منبع

## آمار فصل

### عملکرد کلی تیم در فصل
| عنوان بازیها   | بازی | برد | مساوی | باخت | گل‌زده | گل‌خورده | تفاضل | درصد برد |
| -------------- | ---- | --- | ----- | ---- | ----- | ------- | ----- | -------- |
| لیگ آزادگان    | ۲۵   | ۱۱  | ۸     | ۶    | ۲۸    | ۲۱      | ۷     | ۴۴٪      |
| جام حذفی تهران | ۳    | ۱   | ۱     | ۱    | ۶     | ۴       | ۲     | ۳۳٪      |
| سوپر جام تهران | ۶    | ۴   | ۲     | ۰    | ۹     | ۵       | ۴     | ۶۷٪      |
| جمع            | ۳۴   | ۱۶  | ۱۱    | ۷    | ۴۳    | ۳۰      | ۱۳    | ۴۷٪      |

### تعداد بازی
| #  | بازیکن             | مسابقات     | مسابقات        | مسابقات        | جمع |
| #  | بازیکن             | لیگ آزادگان | سوپر جام تهران | جام حذفی تهران | جمع |
| -- | ------------------ | ----------- | -------------- | -------------- | --- |
| ۱  | جواد زرینچه        | ۲۴          | ۶              | ۰              | ۳۰  |
| ۲  | صادق ورمزیار       | ۲۰          | ۶              | ۰              | ۲۶  |
| ۳  | محمود فکری         | ۱۷          | ۵              | ۳              | ۲۵  |
| ۴  | مهدی پاشازاده      | ۲۱          | ۰              | ۳              | ۲۴  |
| ۵  | ایمان عالمی        | ۱۸          | ۶              | ۰              | ۲۴  |
| ۶  | محمد نوری          | ۱۷          | ۶              | ۱              | ۲۴  |
| ۷  | مسعود غفوریهای اصل | ۱۵          | ۶              | ۳              | ۲۴  |
| ۸  | علی اکبریان        | ۱۹          | ۰              | ۳              | ۲۲  |
| ۹  | علی حاج‌اکبری       | ۱۴          | ۵              | ۳              | ۲۲  |
| ۱۰ | امیر قلعه‌نویی      | ۱۷          | ۶              | ۰              | ۲۳  |
| ۱۱ | ادموند اختر        | ۱۸          | ۰              | ۲              | ۲۰  |
| ۱۲ | محمدرضا مهرانپور   | ۱۳          | ۴              | ۳              | ۲۰  |
| ۱۳ | حمید بابازاده      | ۱۱          | ۵              | ۳              | ۱۹  |
| ۱۴ | قاسم سیانکی        | ۱۰          | ۶              | ۳              | ۱۹  |
| ۱۵ | کوروش تشت‌زر        | ۱۲          | ۳              | ۳              | ۱۸  |
| ۱۶ | عباس سرخاب         | ۱۲          | ۵              | ۰              | ۱۷  |
| ۱۷ | هاشم سلطانی        | ۱۶          | ۰              | ۰              | ۱۶  |
| ۱۸ | بهزاد غلامپور      | ۱۵          | ۰              | ۰              | ۱۵  |
| ۱۹ | محمدجمال ندافی     | ۱۲          | ۰              | ۳              | ۱۵  |
| ۲۰ | رضا حسن‌زاده        | ۸           | ۶              | ۰              | ۱۴  |
| ۲۱ | محمد تقوی          | ۱۱          | ۰              | ۱              | ۱۲  |
| ۲۲ | کامیار کاردار      | ۶           | ۱              | ۱              | ۸   |
| ۲۳ | قاسم کشاورز        | ۴           | ۰              | ۰              | ۴   |
| ۲۴ | ژورس غازاریان      | ۳           | ۰              | ۱              | ۴   |
| ۲۵ | جمشید امیرخانلو    | ۰           | ۴              | ۰              | ۴   |
| ۲۶ | مهدی بهرامی        | ۰           | ۰              | ۳              | ۳   |
| ۲۷ | پیروز جغتاپور      | ۰           | ۱              | ۰              | ۱   |
| ۲۸ | علی مومنی          | ۰           | ۰              | ۱              | ۱   |

### کاپیتان‌های فصل
| رده | نام           | جام آزادکان | جام حذفی تهران | سوپر جام تهران | جمع |
| --- | ------------- | ----------- | -------------- | -------------- | --- |
| ۱   | امیر قلعه‌نویی | ۱۷          | ۰              | ۶              | ۲۳  |
| ۲   | صادق ورمزیار  | ۵           | ۰              | ۰              | ۵   |
| ۳   | جواد زرینچه   | ۳           | ۰              | ۰              | ۳   |
| ۴   | حمید بابازاده | ۰           | ۳              | ۰              | ۳   |

- فقط کاپینانهایی که بازی را شروع کرده‌اند در این جدول قرار گرفته‌اند و کاپیتانهای تعویضی محاسبه نشده‌اند.